# Amerikai Szamoa a 2018-as birkózó-világbajnokságon
Amerikai Szamoa a Budapesten rendezett 2018-as birkózó-világbajnokság egyik részt vevő nemzete volt, 2 sportolóval képviseltette magát.

## Eredmények

### Férfi szabadfogású birkózás
| Versenyző                   | Versenyszám | Selejtező                                       | Nyolcaddöntő      | Negyeddöntő       | Elődöntő          | Vigaszág első kör                      | Vigaszág második kör                | Bronz- mérkőzés   | Döntő             | Helyezés |
| Versenyző                   | Versenyszám | Ellenfél Eredmény                               | Ellenfél Eredmény | Ellenfél Eredmény | Ellenfél Eredmény | Ellenfél Eredmény                      | Ellenfél Eredmény                   | Ellenfél Eredmény | Ellenfél Eredmény | Helyezés |
| --------------------------- | ----------- | ----------------------------------------------- | ----------------- | ----------------- | ----------------- | -------------------------------------- | ----------------------------------- | ----------------- | ----------------- | -------- |
| Josh Failauga               | 57 kg       | Nuriszlam Artasz Szanajev · Kazahsztán · 10–0   |                   |                   |                   | Armen Arkelian · Ukrajna · 2–0         | Szulejman Atli · Törökország · 10–0 | kiesett           |                   |          |
| Nathaniel Tuifao Tuamoheloa | 97 kg       | Kyle Frederick Snyder · Egyesült Államok · 10–0 |                   |                   |                   | Batszul Ulziiszaikhan · Mongólia · 0–0 | kiesett                             |                   |                   |          |